# Arisaema fargesii
Arisaema fargesii ist eine Pflanzenart aus der Gattung Arisaema innerhalb der Familie der Aronstabgewächse (Araceae). Sie ist in China verbreitet.

## Beschreibung

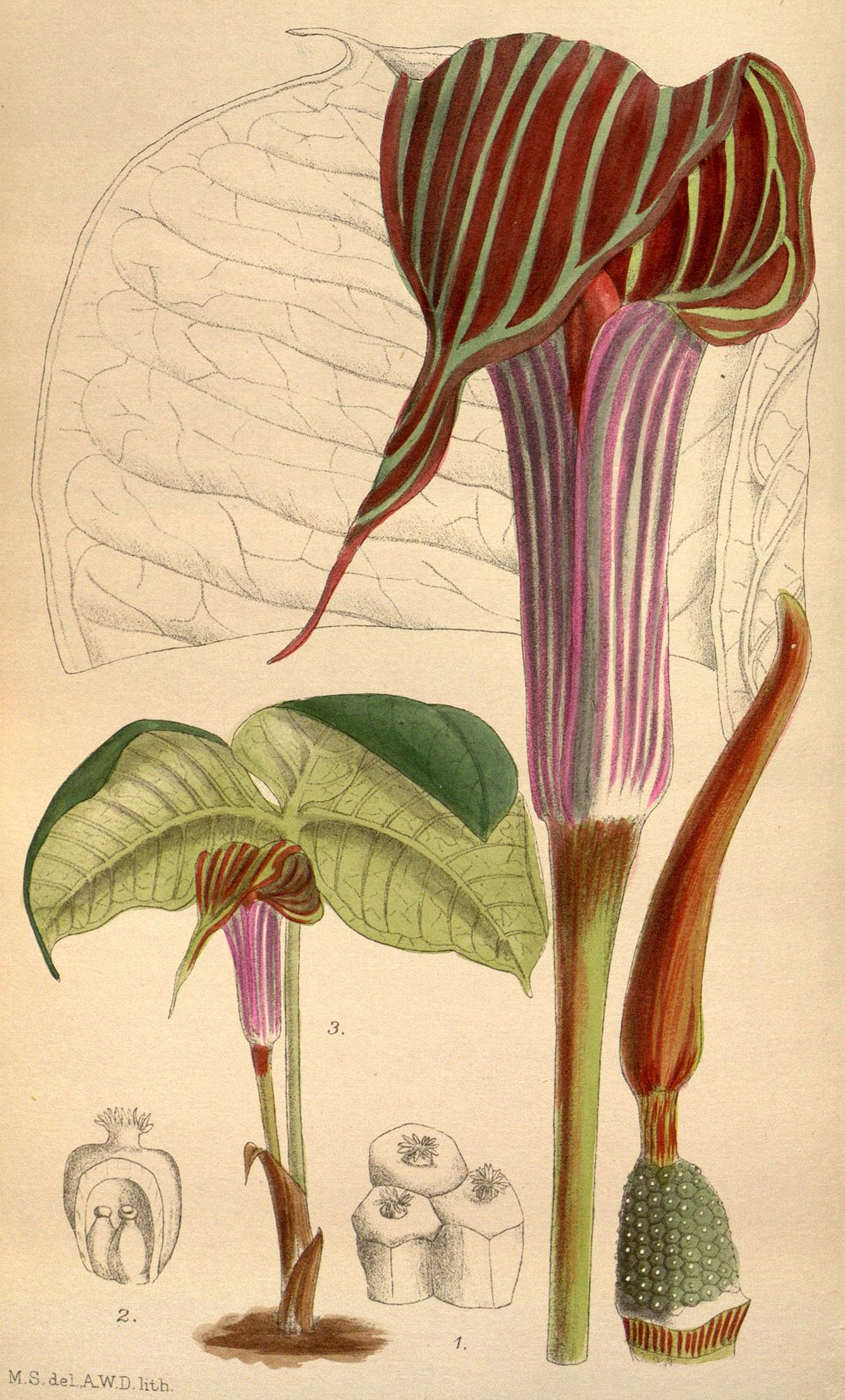
Illustration

Habitus, Laubblatt und Blütenstand

### Vegetative Merkmale
Arisaema fargesii ist eine ausdauernde, krautige Pflanze. Als Überdauerungsorgan bildet sie eine unterirdische Knolle aus, die bei einem Durchmesser von 3 bis 5 Zentimetern fast kugelig ist und es sind einige Höckerchen vorhanden. Es ist ein Pseudostamm vorhanden. Von den drei braunen Cataphyllen ist das inne etwa 15 Zentimeter lang.
Das einzige (während einer Wachstumsperiode), aufrechten Laubblatt ist deutlich in Blattstiel und Blattspreite gegliedert. Der Blattstiel ist mit einer Länge von 20 bis 40 Zentimetern länger als die Blattspreite, weist an seiner Basis einen Durchmesser von 6 bis 7 Millimetern und das untere Viertel geht in den Pseudostamm. Die Blattspreite ist dreiteilig zusammengesetzt. Die sitzenden Teilblätter sind pergamentartig. Das zentrale Teilblatt ist bei einer Länge von 12 bis 32 Zentimetern sowie einer Breite von 9 bis 27 Zentimetern rhombisch oder eiförmig-länglich bis eiförmig mit spitzem oberen Ende und kurz-keilförmiger Basis oder diese ist mit den seitlichen Teilblättern verbunden. Die beiden seitlichen Teilblätter sind bei einer Länge von 9 bis 23 Zentimetern sowie einer Breite von 6 bis 16 Zentimetern schräg elliptisch und die Außenseite ist halb-eiförmig.

### Generative Merkmale
In China reicht die Blütezeit von Mai bis Juni. Der für Araceae typische Blütenstand besteht auch bei Arisaema fargesii aus dem Blütenstandsschaft, dem Spadix, einer Verlängerung der Blütenstandsachse und aus der Spatha. Der aufrechte, relativ dünne Blütenstandsschaft ist mit einer Länge von 18 bis 26 Zentimetern kürzer wie der Blattstiel und erscheint aus dem Pseudostamm. Die Spatha hüllt den Spadix ein und ist im unteren Abschnitt röhrenförmig zusammengerollt. Die Spatha ist purpurfarben mit weißlichen longitudinale Linien. Ihr röhrenförmiger Teil ist bei einer Länge von 4 bis 8 Zentimetern sowie einer Breite von 1,5 bis 2 Zentimetern fast zylindrisch. Ihr Schlundränder sind zurückgebogen geöhrt. Die sich wölbende oder fast aufrechte Spathazunge ist bei einer Länge von 6 bis 12 Zentimetern sowie einer Breite von 4 bis 4,5 Zentimetern schmal-dreieckig mit lang zugespitztem oberen Ende mit einem 1 bis 4 Zentimeter langen Anhängsel.
Arisaema fargesii ist zweihäusig getrenntgeschlechtig (diözisch), die Blütenstände besitzen also nur männliche oder nur weibliche Blüten. Das Geschlecht ist von verschiedenen Umweltfaktoren abhängig und kann an einem Pflanzenexemplar von Vegetationsperiode zur anderen wechseln. Der eingeschlechtige Spadix besitzt einen fertilen, mit Blüten besetzten und einen sterilen Abschnitt. Der obere Bereich des Spadix ist der sterile Abschnitt; er ist relativ kräftig, fast aufrecht oder etwas zurückgekrümmt, bei einer Länge von 4,5 bis 9 Zentimetern schmal-kegelförmig mit lang zugespitztem oberen Ende, wobei der obere Bereich einen Durchmesser von 7 bis 15 Millimetern aufweist, die Basis sich in einen kurzen Stiel verschmälert und das obere Ende bei einem Durchmesser von 5 Millimetern stumpf ist. Es sind keine Blütenhüllblätter vorhanden. Der weibliche Teil ist etwa 2 Zentimeter lang. Der Fruchtknoten ist verkehrt-eiförmig. Die fast sitzende Narbe ist papillös. Der männliche Teil ist bei einer Länge von 2,5 bis 3 Zentimetern sowie einem Durchmesser von 4 bis 5 Millimetern zylindrisch. Männliche Blüten enthalten zwei bis vier Staubblätter. Die eiförmigen Theken öffnen sich mit einer Pore am oberen Ende.
Die Beeren enthalten wenige Samen.

## Ökologie
Bei Arisaema fargesii handelt es sich um einen Geophyten.

## Vorkommen
Arisaema fargesii kommt im östlichen Tibet und in den chinesischen Provinzen, Sichuan, Chongqing, südlichen Gansu, nordwestlichen Yunnan (nur in Gongshan), westlichen Hubei sowie Hunan. Sie gedeiht in Höhenlagen von 900 bis 2000 Metern in Wäldern, im Dickicht und zwischen Felsen.

## Taxonomie
Die Erstbeschreibung von Arisaema fargesii erfolgte 1911 Samuel Buchet in Notulae Systematicae. Herbier du Muséum de Paris. Phanerogramie. Paris, Band 1, S. 371. Ein Synonym für Arisaema fargesii Buchet ist Arisaema bogneri P.C.Boyce & H.Li.

## Nutzung
Arisaema fargesii wird als Zierpflanze verwendet. Sie ist winterhart bis mindestens einer Klimazone von USDA Zone 7, also in einem Gebiet mit einem Winterminimum von etwa −18 °C.

## Weiterführende Literatur
- Yuting Huang, Mengya Lin, Mengmeng Jia, Junpeng Hu: Chemical composition and larvicidal activity against Aedes mosquitoes of essential oils from Arisaema fargesii. In: Pest Management Science, Volume 76, Issue 2, Juli 2019. doi:10.1002/ps.5542

- Karte mit allen verlinkten Seiten:
- OSM |
- WikiMap